# La Neuville-au-Pont
La Neuville-au-Pont és un municipi francès, situat al departament del Marne i a la regió del Gran Est. L'any 2007 tenia 589 habitants.

## Demografia

### Població
El 2007 la població de fet de La Neuville-au-Pont era de 589 persones. Hi havia 244 famílies, de les quals 76 eren unipersonals (40 homes vivint sols i 36 dones vivint soles), 80 parelles sense fills, 80 parelles amb fills i 8 famílies monoparentals amb fills.
La població ha evolucionat segons el següent gràfic:
Habitants censats

### Habitatges
El 2007 hi havia 276 habitatges, 247 eren l'habitatge principal de la família, 12 eren segones residències i 17 estaven desocupats. 274 eren cases i 1 era un apartament. Dels 247 habitatges principals, 222 estaven ocupats pels seus propietaris, 20 estaven llogats i ocupats pels llogaters i 5 estaven cedits a títol gratuït; 2 tenien una cambra, 4 en tenien dues, 28 en tenien tres, 59 en tenien quatre i 154 en tenien cinc o més. 170 habitatges disposaven pel capbaix d'una plaça de pàrquing. A 119 habitatges hi havia un automòbil i a 105 n'hi havia dos o més.

### Piràmide de població
La piràmide de població per edats i sexe el 2009 era:
| Homes | Edats   | Dones |
| ----- | ------- | ----- |
| 0     | 95 o +  | 0     |
| 0     | 90 a 94 | 4     |
| 4     | 85 a 89 | 4     |
| 0     | 80 a 84 | 4     |
| 20    | 75 a 79 | 12    |
| 12    | 70 a 74 | 28    |
| 8     | 65 a 69 | 8     |
| 16    | 60 a 64 | 12    |
| 8     | 55 a 59 | 8     |
| 24    | 50 a 54 | 16    |
| 28    | 45 a 49 | 20    |
| 20    | 40 a 44 | 40    |
| 12    | 35 a 39 | 16    |
| 12    | 30 a 34 | 24    |
| 16    | 25 a 29 | 24    |
| 8     | 20 a 24 | 8     |
| 20    | 15 a 19 | 36    |
| 8     | 10 a 14 | 24    |
| 32    | 5 a 9   | 32    |
| 12    | 0 a 4   | 4     |

## Economia
El 2007 la població en edat de treballar era de 362 persones, 274 eren actives i 88 eren inactives. De les 274 persones actives 259 estaven ocupades (139 homes i 120 dones) i 15 estaven aturades (2 homes i 13 dones). De les 88 persones inactives 33 estaven jubilades, 29 estaven estudiant i 26 estaven classificades com a «altres inactius».

### Ingressos
El 2009 a La Neuville-au-Pont hi havia 243 unitats fiscals que integraven 584 persones, la mediana anual d'ingressos fiscals per persona era de 17.270 €.

### Activitats econòmiques
Dels 13 establiments que hi havia el 2007, 2 eren d'empreses alimentàries, 4 d'empreses de comerç i reparació d'automòbils, 1 d'una empresa de transport, 2 d'empreses d'hostatgeria i restauració, 1 d'una empresa immobiliària, 1 d'una empresa de serveis, 1 d'una entitat de l'administració pública i 1 d'una empresa classificada com a «altres activitats de serveis».
Dels 3 establiments de servei als particulars que hi havia el 2009, 1 era una oficina de correu, 1 restaurant i 1 saló de bellesa.
L'únic establiment comercial que hi havia el 2009 era una fleca.
L'any 2000 a La Neuville-au-Pont hi havia 16 explotacions agrícoles que ocupaven un total de 1.100 hectàrees.

## Equipaments sanitaris i escolars
El 2009 hi havia una escola elemental.

## Poblacions més properes
El següent diagrama mostra les poblacions més properes.